# Chersodromia ancilottoi
Chersodromia ancilottoi is een vliegensoort uit de familie van de Hybotidae. De wetenschappelijke naam van de soort is voor het eerst geldig gepubliceerd in 1988 door Raffone, Ramzini & Scarpa.